# Premi Robert 2009
La 26ª edizione dei Premi Robert si è svolta a Copenaghen il 1º febbraio 2009.

## Vincitori e candidati
I vincitori sono indicati in grassetto, a seguire gli altri candidati.
Miglior film
- Frygtelig lykkelig, regia di Henrik Ruben Genz
- Den du frygter, regia di Kristian Levring
- L'ombra del nemico (Flammen & Citronen), regia di Ole Christian Madsen
- Lille soldat, regia di Annette K. Olesen
- To verdener, regia di Niels Arden Oplev

Miglior film per ragazzi
- Max Pinlig, regia di Lotte Svendsen
- Frode og alle de andre rødder, regia di Bubber
- Disco ormene, regia di Thomas Borch Nielsen

Miglior regista
- Henrik Ruben Genz - Frygtelig lykkelig
- Kristian Levring - Den du frygter
- Ole Christian Madsen - L'ombra del nemico (Flammen & Citronen)
- Annette K. Olesen - Lille soldat
- Niels Arden Oplev - To verdener

Miglior attore protagonista
- Jakob Cedergren - Frygtelig lykkelig
- Anders W. Berthelsen - Det som ingen ved
- Carsten Bjørnlund - En enkelt til Korsør
- Thure Lindhardt - L'ombra del nemico (Flammen & Citronen)
- Ulrich Thomsen - Den du frygter

Miglior attrice protagonista
- Lene Maria Christensen - Frygtelig lykkelig
- Trine Dyrholm - Lille soldat
- Rosalinde Mynster - To verdener
- Julie Ølgaard - Dig og mig
- Paprika Steen - Den du frygter

Miglior attore non protagonista
- Jens Jørn Spottag - To verdener
- Lars Brygmann - Frygtelig lykkelig
- Mads Mikkelsen - L'ombra del nemico (Flammen & Citronen)
- Mick Øgendahl - Blå mænd
- Henrik Prip - Dig og mig

Miglior attrice non protagonista
- Sarah Boberg - To verdener
- Lorna Brown - Lille soldat
- Laura Christensen - Dig og mig
- Emma Sehested Høeg - Den du frygter
- Stine Stengade - L'ombra del nemico (Flammen & Citronen)

Miglior sceneggiatura
- Dunja Gry Jensen e Henrik Ruben Genz - Frygtelig lykkelig
- Lars Andersen e Ole Christian Madsen - L'ombra del nemico (Flammen & Citronen)
- Rasmus Heisterberg e Nikolaj Arcel - Rejsen til Saturn
- Kristian Levring e Anders Thomas Jensen - Den du frygter
- Niels Arden Oplev e Steen Bille - To verdener

Miglior fotografia
- Jørgen Johansson - Frygtelig lykkelig
- Aske Foss - Gå med fred Jamil - Ma salama Jamil
- Jørgen Johansson - L'ombra del nemico (Flammen & Citronen)
- Jens Schlosser - Den du frygter
- Morten Søborg - Det som ingen ved

Miglior montaggio
- Anne Østerud - To verdener
- Pernille Bech Christensen - Den du frygter
- Søren B. Ebbe - L'ombra del nemico (Flammen & Citronen)
- Kasper Leick - Frygtelig lykkelig
- Anne Østerud e Janus Billeskov Jansen - Det som ingen ved

Miglior scenografia
- Jette Lehmann - L'ombra del nemico (Flammen & Citronen)
- Thomas Bremer - Gå med fred Jamil - Ma salama Jamil
- Dorte Knirke Madelung - Max Pinlig
- Niels Sejer - Frygtelig lykkelig
- Søren Skjær - To verdener

Migliori costumi
- Manon Rasmussen - L'ombra del nemico (Flammen & Citronen)
- Sussie Bjørnvad - Frygtelig lykkelig
- Helle Nielsen - Den du frygter
- Louize Nissen - To verdener
- Suzanne Von Bornemann - Blå mænd

Miglior musica
- Jeppe Kaas - Kandidaten ex aequo Jacob Groth - To verdener
- Kaare Bjerkø - Frygtelig lykkelig
- Kaare Bjerkø e Anders Trentemøller - Det som ingen ved
- Karsten Fundal - L'ombra del nemico (Flammen & Citronen)

Miglior canzone
- Riders of the freeway di Kira Skov - Frygtelig lykkelig
- Frode og alle de andre rødder di Thomas Buttenschøn - Frode og alle de andre rødder
- Lev livet di Jesper Dahl - Blå mænd
- Someday di Camille Jones - To verdener
- Almindelig di Pharfar - Max Pinlig

Miglior sonoro
- Hans Møller - L'ombra del nemico (Flammen & Citronen)
- Claus Lynge e Hans Christian Kock - Det som ingen ved
- Roar Skau Olsen - Frygtelig lykkelig
- Mick Raaschou - Den du frygter
- Mick Raaschou e Rasmus Winther - Lille soldat

Miglior trucco
- Jens Bartram e Sabine Schumann - L'ombra del nemico (Flammen & Citronen)
- Kamilla Bjerglind - Det som ingen ved
- Kamilla Bjerglind - Lille soldat
- Kamilla Bjerglind - To verdener
- Soile Ludjoi - Frygtelig lykkelig

Migliori effetti speciali
- Hummer Høimark, Jonas Drehn e Thomas Busk - L'ombra del nemico (Flammen & Citronen)
- Thomas Dyg - Kandidaten
- Thomas Dyg - Tempelriddernes skat III: Mysteriet om slangekronen
- Stig Günther e Jonas Drehn - Det som ingen ved
- Bill Shearman, Jeppe N. Christensen e Martin Wehding - Blå mænd

Miglior film statunitense
- Non è un paese per vecchi (No Country for Old Men), regia di Joel ed Ethan Coen
- Vicky Cristina Barcelona, regia di Woody Allen
- Il petroliere (There Will Be Blood), regia di Paul Thomas Anderson
- Il cavaliere oscuro (The Dark Knight), regia di Christopher Nolan
- Juno, regia di Jason Reitman
- WALL•E, regia di Andrew Stanton

Miglior film straniero non statunitense
- Maria Larssons eviga ögonblick, regia di Jan Troell
- You, the Living (Du levande), regia di Roy Andersson
- The Orphanage (El Orfanato), regia di Juan Antonio Bayona
- Once (Una volta) (Once), regia di John Carney
- Gomorra, regia di Matteo Garrone
- Away from Her - Lontano da lei (Away from Her), regia di Sarah Polley

Miglior film d'animazione
- En forelskelse, regia di Christian Tafdrup
- Panser, regia di Roni Ezra
- Pusling, regia di Christina Rosendahl

Miglior documentario
- Burma VJ - Voci libere dalla Birmania (Burma VJ: Reporter i et lukket land), regia di Anders Østergaard

Miglior cortometraggio di finzione o d'animazione
- Cathrine, regia di Mads Matthiesen
- 501, regia di Jesper Maintz Andersen

Premio del pubblico
- Blå mænd, regia di Rasmus Heide

Premio Robert onorario
- Ole Michelsen